# Fritillaria uva-vulpis
Fritillaria uva-vulpis är en liljeväxtart som beskrevs av Edward Martyn Rix. Fritillaria uva-vulpis ingår i Klockliljesläktet och i familjen liljeväxter. Inga underarter finns listade.

## Bildgalleri

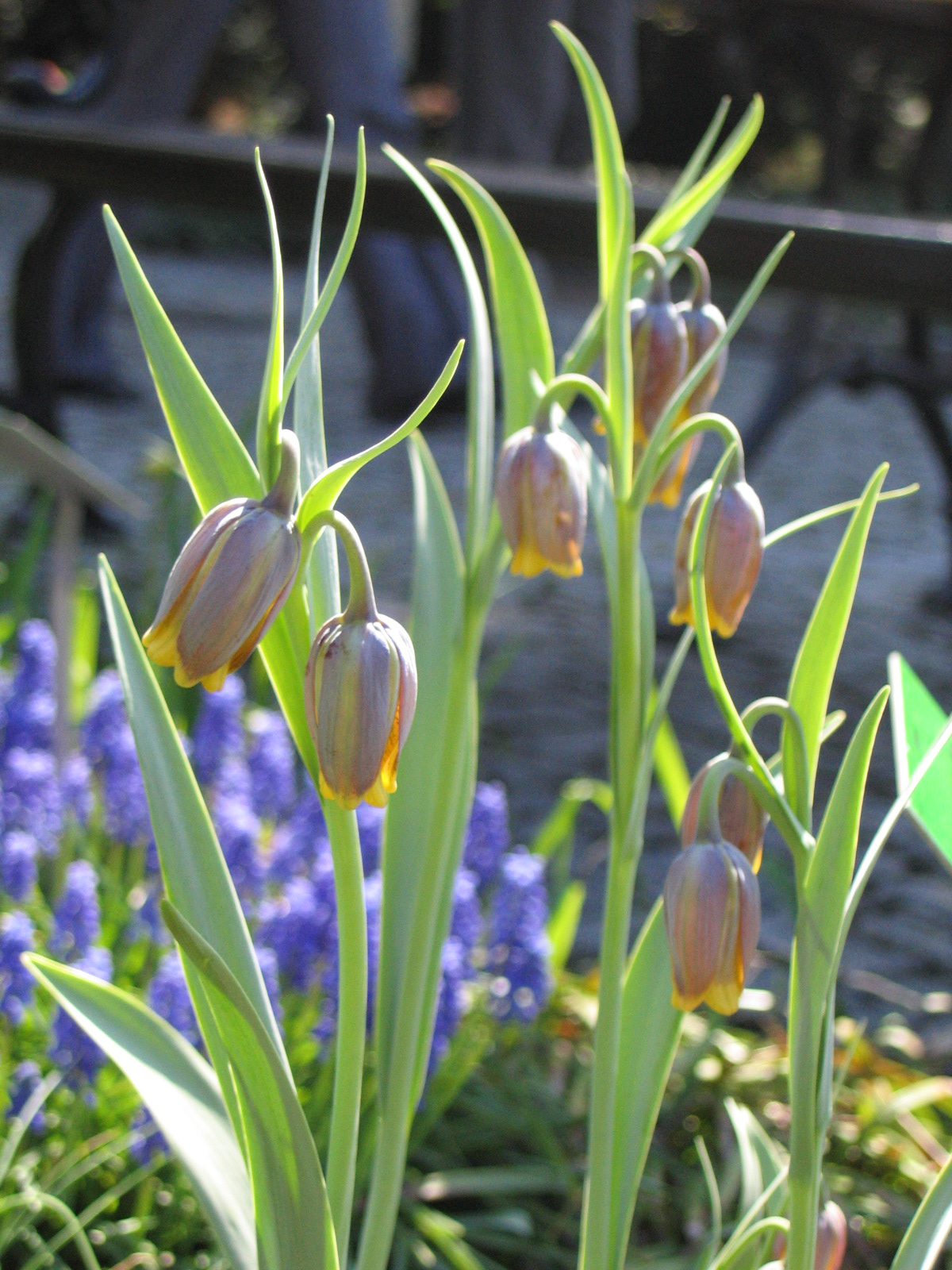